# EMD SD70 시리즈

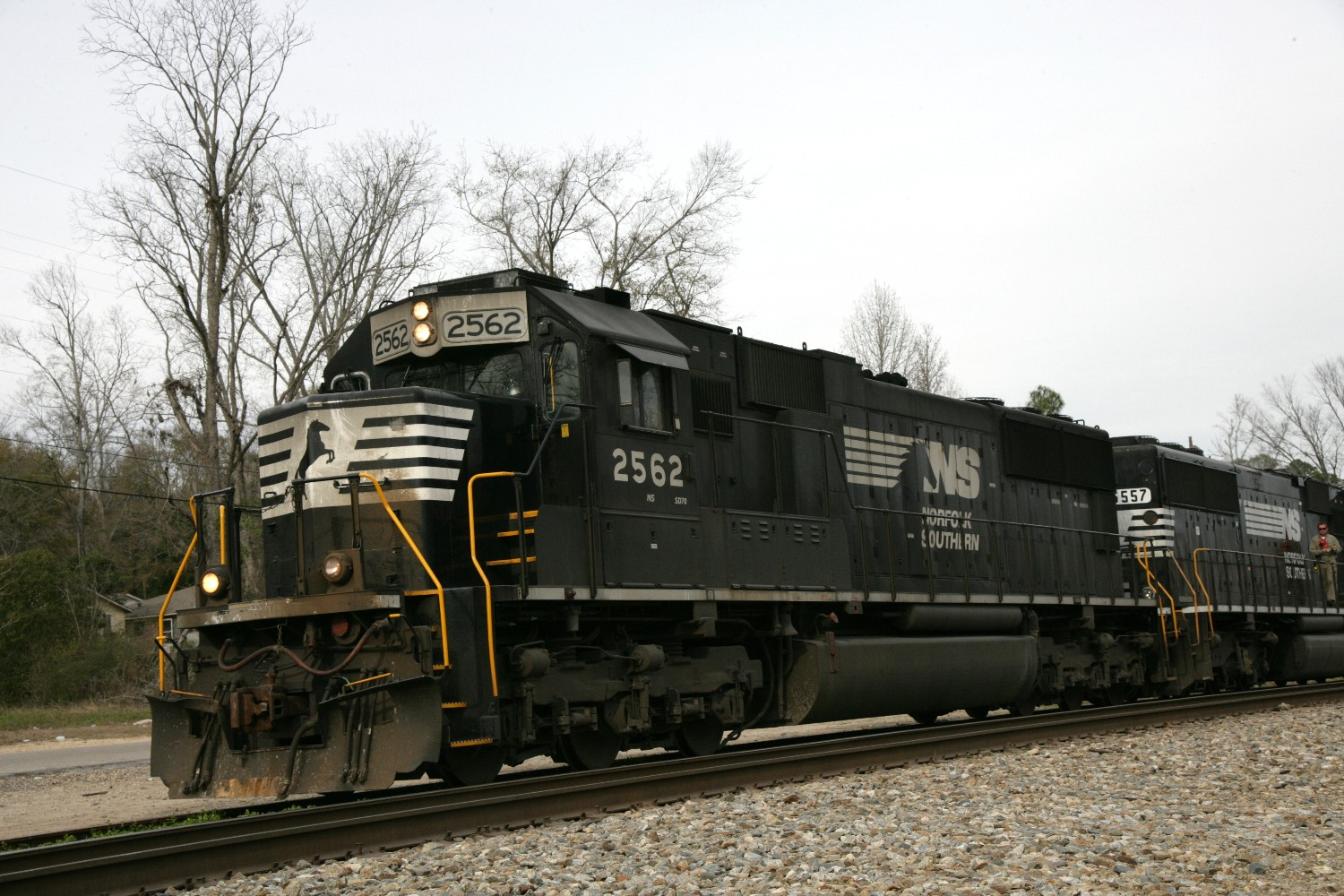
노퍽 서던 철도 SD70 No. 2562

EMD SD70 시리즈는 미국 회사인 일렉트로 모티브 디젤이 생산하는 일련의 디젤-전기 기관차이다. 이 기관차 계열은 EMD SD60 시리즈의 확장이자 즉흥적 버전이다. 생산은 1992년 후반에 시작되었으며 그 이후로 5,700대 이상이 생산되었다. 이들 중 대부분은 SD70M, SD70MAC 및 SD70ACe 모델이다. 생산의 대부분은 북미에서 사용하도록 주문되었지만 시리즈의 다양한 모델이 전 세계적으로 사용되었다. 이 시리즈의 모든 기관차는 B1-1B 휠 구성을 갖는 SD70ACe-P4 및 SD70MACH와 B+B-B+B 휠 배열을 갖는 SD70ACe-BB를 제외하고 C-C 트럭이 있는 후드 장치이다.
HT-C 트럭을 대체하여 볼스터가 없는 새로운 방사형 HTCR 트럭이 1992~2002년에 제작된 모든 EMD SD70에 장착되었다. 2003년에는 비방사형 HTSC 트럭(기본적으로 방사형 부품을 제거하여 비용이 적게 드는 HTCR)이 SD70ACe 및 SD70M-2 모델에 표준으로 만들어졌다. 방사형 HTCR 트럭은 옵션으로 계속 사용할 수 있다.

## 모델
- SD70 (1992–1999)
- SD70M (1992–2004)
- SD70I (1995)
- SD70MAC (1993–2007)
- SD70ACe (2004–현재)
  - 2TE3250 (2021)
- SD70M-2 (2004–2011)
- SD70ACe-T4 (2015–현재)
- SD70ACe/LCi (2005–현재)
- SD70ACS (2009–현재)
- SD70ACe-BB (2015–현재)
- SD70ACe/45 (2004–현재)
- SD70IAC (2019–현재)
- SD70ACe/LW (2007, 2021–현재)

## 리빌드
- SD70ACU
- SD70ACC
- SD70MACe
- SD70MACH
- SD70ICC